# Badarganj
Badarganj (en bengali : বদরগঞ্জ) est une upazila du Bangladesh dans le district de Rangpur. En 1991, on y dénombrait 213 431 habitants.